# Erik Brand
Erik Karl Brand (* 6. November 2004) ist ein deutscher Volleyballspieler.

## Karriere
Brand begann seine Karriere wie sein Bruder Tobias Brand bei der SG UNS Rheinhessen. 2021 ging er zum Volleyball-Internat Frankfurt. In der Saison 2023/24 stand der Außenangreifer kurzzeitig im Aufgebot des Erstligisten SWD Powervolleys Düren. 2024 wurde er vom Bundesligisten VC Bitterfeld-Wolfen verpflichtet. Die Mannschaft schied im DVV-Pokal 2024/25 im Achtelfinale aus und belegte in der Bundesliga-Hauptrunde den zwölften Platz. Auch 2025/26 spielt Brand für den nun in Volley Goats Mitteldeutschland umbenannten Verein.